# Collège CDI
 (juin 2023).
Si vous disposez d'ouvrages ou d'articles de référence ou si vous connaissez des sites web de qualité traitant du thème abordé ici, merci de compléter l'article en donnant les références utiles à sa vérifiabilité et en les liant à la section « Notes et références ».
Le Collège CDI est un établissement d'enseignement supérieur à but lucratif situé au Canada, principalement spécialisé dans les domaines de l'administration, de l'informatique et de la santé. Il y a 27 campus à travers le pays; 6 au Québec, 6 en Ontario, 1 au Manitoba, 7 en Alberta et 7 en Colombie-Britannique. 
L'établissement appartient au Groupe Eminata, Inc.

## Propriété
Corinthian Colleges Inc. a fait l'achat du Collège CDI en juillet 2003 avant de procéder à la vente du Collège au Groupe Eminata en décembre 2007, mais en conservant cependant les campus en Ontario qui ont changé leur appellation pour Everest College.

## Liste des campus
Québec:
- Laval
- Longueuil
- Montréal
- Pointe-Claire
- Ville de Québec
- Anjou

Ontario:
- Ajax
- Hamilton
- Mississauga
- North York
- Scarborough
- Toronto

Manitoba:
- Winnipeg

Alberta:
- Calgary City Centre
- Calgary North
- Calgary South
- Edmonton City Centre
- Edmonton North
- Edmonton South
- Edmonton West

Colombie-Britannique:
- Abbotsford
- Burnaby
- Chilliwack
- Richmond
- Surrey
- Vancouver
- Victoria